# The Ritual
The Ritual é o quinto álbum de estúdio lançado pela banda americana Testament, de 1992. Foi o primeiro LP da banda a conter contribuições do compositor Del James.
The Ritual foi o último álbum a conter a formação original, pois o baterista Louie Clemente sairia logo em seguida, e o guitarrista Alex Skolnick também deixou o grupo para dedicar-se a outros projetos, retornando somente em 2005. Nesta gravação o Testament começou a explorar um som mais lento e melódico, contendo algumas baladas, mas ainda mantinha suas raízes no thrash metal.
O disco obteve êxito comercial, chegando ao 55º lugar  na Billboard 200, a qual seria a melhor posição da carreira do Testament nesta parada musical, até o CD Dark Roots of Earth de 2012, que alcançou o posto 12. The Ritual também gerou o único single do quinteto a entrar em uma tabela musical, "Return to Serenity", que chegou ao 22º lugar na Mainstream Rock Tracks. Até junho de 2007, o disco havia vendido 485.000 cópias nos Estados Unidos, muito próximo do Certificado de Ouro.

## Faixas
| N.º | Título                | Compositor(es)                       | Duração |  |
| 1.  | "Signs of Chaos"      | Alex Skolnick                        | 0:30    |  |
| 2.  | "Electric Crown"      | Chuck Billy, Eric Peterson, Skolnick | 5:31    |  |
| 3.  | "So Many Lies"        | Billy, Del James, Peterson, Skolnick | 6:04    |  |
| 4.  | "Let Go of My World"  | Billy, James, Peterson               | 3:45    |  |
| 5.  | "The Ritual"          | Billy, James, Peterson, Skolnick     | 7:34    |  |
| 6.  | "Deadline"            | Billy, Skolnick                      | 4:47    |  |
| 7.  | "As the Seasons Grey" | Billy, James, Peterson, Skolnick     | 6:16    |  |
| 8.  | "Agony"               | Billy, James, Peterson               | 4:07    |  |
| 9.  | "The Sermon"          | Billy, James, Peterson               | 4:48    |  |
| 10. | "Return to Serenity"  | Billy, James, Peterson               | 6:25    |  |
| 11. | "Troubled Dreams"     | Billy, James, Peterson, Skolnick     | 5:14    |  |

## Integrantes
- Chuck Billy: Vocais
- Alex Skolnick: Guitarra
- Eric Peterson: Guitarra
- Greg Christian: Baixo
- Louie Clemente: Bateria